# Tajna misja (serial animowany)
Tajna misja (ang. The Secret Show, 2006–2008) – brytyjski serial animowany.

## Opis fabuły
Dwoje tajnych agentów pracujących w organizacji U.Z.Z muszą uratować świat przed organizacją  T.H.E.M & The Impostor. 

## Bohaterowie
- Victor Volt – drugi z dwóch głównych bohaterów. Jest ubrany w niebieski kostium i jeździ na fioletowym skuterze. Współpracuje z Anitą. Jego matka Milder Volt była tajną agentką, tak samo jak jego ojciec Lionel.
- Anita Knight – jedna z dwóch bohaterów. Ma rude włosy. Jest ubrana w fioletowy kostium i jeździ na zielonym skuterze. Współpracuje z Victorem. Jest mądrzejsza niż Victor, którego zawsze ratuje z tarapatów. Jest uczulona na wodę morską.
- Doktor Doktor – szefowa organizacji THEM. Jest głównym wrogiem UZZ. Ma niebieską twarz i okulary.
- Profesor Profesor – naukowiec pochodzący z Niemiec i członek UZZ. Jest łysy i nosi czerwone okulary. Mówi z niemieckim akcentem. Jego wynalazki są nazywane całkowicie niestosowne i wysoce niebezpieczne. Jego matka to pani Frau. Ma brata Maestro Maestro.
- Codziennie Inny  – prawdziwe nazwisko jest nieznane. Jest szefem UZZ. Mówi z silnym brytyjskim akcentem. Jest ubrany w czarną marynarkę i czerwony sweter. Na początku każdego odcinka zmienia nazwisko ze względów bezpieczeństwa, przez co Anita, Victor i Profesor Profesor się z niego śmieją.

## Wersja polska
Opracowanie i udźwiękowienie wersji polskiej: na zlecenie ZigZap – Studio Sonica
Reżyseria: Miriam Aleksandrowicz
Dialogi polskie: Agnieszka Kudelska
Dźwięk i montaż: Agnieszka Stankowska
Kierownictwo produkcji: Agnieszka Kudelska
W wersji polskiej udział wzięli:
- Kamilla Baar – Anita
- Przemysław Stippa – Wiktor
- Mieczysław Morański – Profesor Profesor
- Jacek Czyż – Codziennie Inny
- Piotr Zelt – Agent Ray
- Izabella Bukowska – Doktor Doktor
- Izabella Olejnik – Słodka mała babcia
- Miriam Aleksandrowicz – Niania
- Paweł Ciołkosz – Marlon Zen

i inni

## Odcinki
- Serial liczy 26 odcinków.
- Serial po raz pierwszy pojawił się w Polsce na kanale ZigZap:
  - I-II seria (odcinki 1-26) – 14 grudnia 2008 roku.

### Spis odcinków
| Premiera odcinka | N/o | Polski tytuł                          | Angielski tytuł                   |
| ---------------- | --- | ------------------------------------- | --------------------------------- |
|                  |     |                                       |                                   |
| SERIA PIERWSZA   |     |                                       |                                   |
|                  |     |                                       |                                   |
| 14.12.2008       | 01  | Tajna rzecz                           | The Secret Thing                  |
| 15.12.2008       | 01  | Kto ukradł Szwajcarię?                | Who Stole Switzerland?            |
|                  |     |                                       |                                   |
| 16.12.2008       | 02  | Kula glutów                           | Bogie Ball                        |
| 18.12.2008       | 02  | Atak Kunfaków                         | Wedgie Attack!                    |
|                  |     |                                       |                                   |
| 21.12.2008       | 03  | Mali komandosi                        | Commando Babies                   |
| 22.12.2008       | 03  | Dzień kiepskiej fryzury               | Bad Hair Day                      |
|                  |     |                                       |                                   |
| 23.12.2008       | 04  | A to za Helsinki                      | And That's For Helsinki!          |
| 25.12.2008       | 04  | Kula Spong                            | The Ball of Spong                 |
|                  |     |                                       |                                   |
| 28.12.2008       | 05  | Cel słońce                            | Destination Sun                   |
| 29.12.2008       | 05  | Tajemniczy pokój                      | The Secret Room                   |
|                  |     |                                       |                                   |
| 30.12.2008       | 06  | Lustereczko                           | Alien Attack!                     |
| 01.01.2009       | 06  | Dzień kiepskiej fryzury               | Mirror Mirror                     |
|                  |     |                                       |                                   |
| 04.01.2009       | 07  | Powrót doktora Hypno                  | Dr Hypno Returns Again!           |
| 05.01.2009       | 07  | Tajny sen                             | Secret Sleep                      |
|                  |     |                                       |                                   |
| 06.01.2008       | 08  | Super Wik!                            | Super-Vic                         |
| 03.02.2009       | 08  | Coś, co robi ping                     | The Thing That Goes Ping          |
|                  |     |                                       |                                   |
| 05.02.2009       | 09  | Spodnie zagłady                       | The Trousers of Doom              |
| 08.02.2009       | 09  | Co jest w pudełku?                    | What's in The Box?                |
|                  |     |                                       |                                   |
| 09.02.2009       | 10  | Powrót zabójczej szczoteczki do zębów | Return of the Killer Toothbrush   |
| 10.02.2009       | 10  | Atak Reptogatorów                     | Reptogator Attack!                |
|                  |     |                                       |                                   |
| 12.02.2009       | 11  | Pan Atom                              | Mr Atom                           |
| 15.02.2009       | 11  | Kiedy psuje się dobre jedzenie        | When Good Food Goes Bad           |
|                  |     |                                       |                                   |
| 16.02.2009       | 12  | Pstryknij włącznik                    | Flick the Switch                  |
| 17.02.2009       | 12  | Gigantyczny mózg lęku                 | Giant Brain of Terror!            |
|                  |     |                                       |                                   |
| 19.02.2009       | 13  | Przejdziecie do historii              | You're History                    |
| 22.02.2009       | 13  | Mruczący łotr                         | A Purrfect Villain                |
|                  |     |                                       |                                   |
| SERIA DRUGA      |     |                                       |                                   |
|                  |     |                                       |                                   |
| 23.02.2009       | 14  | Szczęściarz Leo                       | Lucky Leo                         |
| 26.02.2009       | 14  | Atak zombie                           | Zombie Attack                     |
|                  |     |                                       |                                   |
| 01.03.2009       | 15  | Podszywać się pod podszywaczy         | Imposting the Impostors           |
| 02.03.2009       | 15  |                                       | Ammonites Rule!                   |
|                  |     |                                       |                                   |
| 05.03.2009       | 16  |                                       | Victor of the Future              |
| 08.03.2009       | 16  |                                       | Monument Racers                   |
|                  |     |                                       |                                   |
| 09.03.2009       | 17  |                                       | Impostor Attack!                  |
| 15.03.2009       | 17  |                                       | Secret Spider                     |
|                  |     |                                       |                                   |
| 16.03.2009       | 18  |                                       | Rise of the Floaty-Heads          |
| 19.03.2009       | 18  |                                       | Catch the Birdman                 |
|                  |     |                                       |                                   |
| 22.03.2009       | 19  |                                       | World Anthem                      |
| 23.03.2009       | 19  |                                       | It's a Hamster World              |
|                  |     |                                       |                                   |
| 24.03.2009       | 20  |                                       | The Fluffy Bunnython of Doom      |
| 26.03.2009       | 20  |                                       | The Wobble Men from Dimension 10  |
|                  |     |                                       |                                   |
| 29.03.2009       | 21  |                                       | Mission to Monkey Nut Island      |
| 30.03.2009       | 21  |                                       | A Hairy Scary World               |
|                  |     |                                       |                                   |
| 31.03.2009       | 22  |                                       | World Savers                      |
| 02.04.2009       | 22  |                                       | The Hand                          |
|                  |     |                                       |                                   |
| 05.04.2009       | 23  |                                       | Secret Santa                      |
| 06.04.2009       | 23  |                                       | The Z-Ray Goggles of Power        |
|                  |     |                                       |                                   |
| 07.04.2009       | 24  |                                       | The Secret Man                    |
| 13.04.2009       | 24  |                                       | Planet Professor Professor        |
|                  |     |                                       |                                   |
| 14.04.2009       | 25  |                                       | The Abyss                         |
| 16.04.2009       | 25  |                                       | Stuff Stealers                    |
|                  |     |                                       |                                   |
| 19.04.2009       | 26  |                                       | The Villain Nobody Took Seriously |
| 20.04.2009       | 26  |                                       | Secret Double Agent               |
|                  |     |                                       |                                   |